# Jogo eletrônico de furtividade
Jogo eletrônico de furtividade, também conhecido pelo seu termo em inglês stealth, é um gênero de jogos eletrônicos no qual o jogador deve evitar ser percebido, fazendo uso de furtividade para evadir ou criar uma emboscada para antagonistas. Jogos do gênero empregam mecânicas como se esconder na sombra, disfarces, e barulhos que podem alertar os inimigos. Alguns títulos permitem ao jogador escolher entre uma aproximação sigilosa ou um ataque direto aos antagonistas, talvez o recompensando por níveis maiores de furtividade. O gênero utiliza temas de espionagem e contraterrorismo, com protagonistas como oficiais das forças especiais, espiões e ninjas. Certos jogos juntaram elementos de jogos de stealth com outros gêneros, tais como tiro em primeira pessoa ou jogos de plataforma.
Alguns dos primeiros títulos envolvendo stealth incluem  Castle Wolfenstein (1981), Metal Gear (1987) e Metal Gear 2: Solid Snake (1990). Entretanto, o gênero não era popular até 1998, com o sucesso mainstream de Metal Gear Solid assim como o de Tenchu: Stealth Assassins e Thief: The Dark Project. Tenchu: Stealth Assassins foi o primeiro jogo 3D no gênero, enquanto Metal Gear Solid, lançado meses depois, transformou a relativamente obscura série Metal Gear em uma franquia aclamada pela crítica e lucrativa com três sequências. Thief: The Dark Project foi o pioneiro com jogos de stealth em 3D no PC. Estes jogos influentes inspiraram outras séries bem-sucedidas, como Hitman e Splinter Cell. Jogos posteriores no gênero habilitaram os jogadores a escolher entre, ou combinar, táticas de furtividade e confronto direto. O título mais vendido do gênero até este momento é Metal Gear Solid 2: Sons of Liberty, com sete milhões de cópias vendidas.

## Definição
Ao contrário da maioria dos jogos de ação, jogos de stealth desafiam o jogador a evitar alertar os inimigos. Os principais elementos de jogabilidade do stealth moderno são evitar combate, minimizar barulhos e atacar os inimigos pelas sombras. Geralmente existem múltiplas formas de realizar um objetivo, com diferentes caminhos ou estilos de jogo. Alguns jogos oferecem uma escolha entre matar um inimigo ou somente deixá-lo inconsciente. Jogadores podem se esconder atrás de objetos ou nas sombras e podem atacar ou passar por um inimigo quando estes estão virados para o outro lado. Se o jogador atrai a atenção de inimigos, eles devem geralmente se esconder ou esperar até que os inimigos abandonem sua busca. Então, planejamento se faz importante, assim como tentativa e erro. Entretanto, alguns jogos de stealth colocam maior ênfase em habilidades de combate físico quando o jogador for avistado.

## Design de jogo
Uma vez que o jogador pode se esconder no escuro, luz e sombra são partes importantes do design dos níveis. O jogador é capaz de atirar e desabilitar certas fontes de luz. Jogos de stealth também enfatizam áudio cuidadosamente desenhado, já que os jogadores devem ser capazes de escutar os efeitos sonoros sutis de suas ações que podem alertar inimigos. Barulhos mudam frequentemente à medida que o jogador pisa em superfícies diferentes, como madeira ou metal. Jogadores que se movem  irresponsavelmente farão barulho e atrairão mais atenção.
A Inteligência artificial é cuidadosamente fabricada para a experiência de um jogo de stealth, e inimigos devem ter reações lógicas ao que o jogador faz, como quando o jogador desliga as luzes. Inimigos tipicamente possuem um campo de visão, que pode ser evitado pelo jogador ao se esconder atrás de objetos ou permanecendo nas sombras, e inimigos reagirão se o jogador acidentalmente os tocarem. No geral, jogos de stealth variam em quais ações do jogador a IA perceberá e reagirá, com jogos mais recentes oferecendo uma gama mais vasta de reações inimigas. Frequentemente, os movimentos da IA são previsíveis e regulares, permitindo aos jogadores que definam uma estratégia para superar seus adversários.
Apesar de jogos como Thief: The Dark Project serem desenhados inteiramente ao redor de jogabilidade furtiva, outros jogos ocasionalmente apresentam desafios onde a vitória só pode ser alcançada através de furtividade. Nestas situações, os jogadores devem evitar serem descobertos ou combate para completar a missão. Para que um jogo inclua jogabilidade furtiva, o conhecimento da inteligência artificial deve ser restrito para fazê-la ignorante à partes do mundo do jogo.

## História

### Primeiros jogos de furtividade
Castle Wolfenstein, originalmente disponível para Apple II em 1981, empregava elementos de furtividade como foco de sua jogabilidade. Os jogadores eram incumbidos de atravessar as fases de Castle Wolfenstein, roubando planos secretos e escapando, e podiam adquirir uniformes para se disfarçar e andar perto dos guardas sem serem detectados. O jogo gerou uma sequência em 1984 chamada Beyond Castle Wolfenstein, que incluía mais adições tais como uma adaga para ataques a distâncias próximas e uma maior ênfase no disfarce com o uniforme do inimigo.

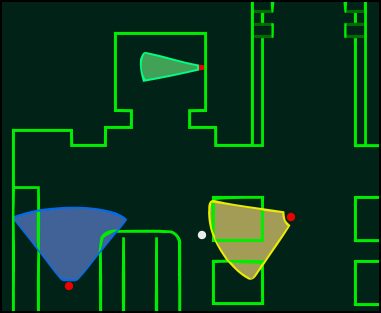
Na série Metal Gear, o jogador possui um radar com a localização e campo de visão dos inimigos, a fim de planejar o caminho com antecedência.

Metal Gear de Hideo Kojima, lançado em 1987 para MSX e Nintendo Entertainment System em 1988, utilizava elementos de furtividade dentro de um contexto de ação-aventura, e foi o primeiro jogo de stealth de sucesso a ser lançado para consoles. Uma vez que o MSX2 não estava disponível na América do Norte, somente a versão para NES foi lançada nessa localidade. Metal Gear possuía uma ênfase maior na furtividade que os jogos anteriores, com o personagem do jogador, Solid Snake, começando sem qualquer arma (obrigando-o a evitar confrontamentos até armas serem encontradas), inimigos que conseguem enxergar a certa distância (usando uma mecânica de campo de visão) e ouvir tiros de armas sem silenciadores, câmeras de segurança e sensores em diversas locações, e um alarme de segurança que soa sempre que Snake é avistado e faz com que todos os inimigos na tela o persigam. Snake pode, todavia, se disfarçar em uniformes de inimigos e caixas de papelão.
Uma sequência intitulada Metal Gear 2: Solid Snake foi lançada em 1990 para MSX2. Foi o primeiro jogo a criar um termo para o gênero, "Tactical Espionage Game" (em português:  Jogo de Espionagem Tática), e levou mais adiante a jogabilidade furtiva de seu predecessor. O jogador tinha mais habilidades, como se ajoelhar, rastejar para locais de esconderijos e dutos de ar, distraindo os guardas ao criar ruídos em superfícies, e usando um radar para planejar com antecedência. Os inimigos possuíam IA aperfeiçoada, incluindo um campo de visão de 45 graus, movendo suas cabeças da esquerda para a direita para ver diagonalmente, a detecção de vários barulhos diferentes, eram capazes de mover de tela a tela (eram limitados a uma tela apenas nos jogos anteriores), e foi adicionado um alarme de segurança de três fases (onde reforços são chamados para perseguir o intruso, então permanecem de vigia por algum tempo após perder o intruso de vista, e por fim deixam a área). O jogo também tinha uma história complexa e gráficos melhorados. Foi lançado somente para o MSX2 no Japão, entretanto, o que limitou sua acessibilidade aos jogadores dos Estados Unidos. Ao invés disso, uma sequência alternativa para Metal Gear chamada Snake's Revenge foi lançada para o NES nos EUA, também em 1990. Kojima não se envolveu em seu desenvolvimento, que foi conduzido por outra equipe da Konami, resultando em um jogo mais focado na ação e que não faz parte da ordem cronológica da série.
Alien vs Predator, lançado em 1994 para Atari Jaguar, permitiu ao jogador se tornar invisível e seguir inimigos. O jogo para PlayStation Oddworld: Abe's Oddysee de 1997, raramente exigia que o jogador combatesse os inimigos, enquanto certas missões do jogo de tiro em primeira pessoa GoldenEye 007 (lançado no mesmo ano) podiam ser completadas apenas com combate corpo-a-corpo e destruição de câmeras de vigilância.

### Estabelecendo o gênero: 1998 - presente

Metal Gear Solid (1998) foi responsável por popularizar o gênero do jogo stealth.

Apesar da jogabilidade furtiva ter aparecido em diversos jogos nas décadas de 1980 e 1990, o ano de 1998 é visto como um ano marcante para a história dos jogos, por causa do lançamento de Metal Gear Solid, Tenchu: Stealth Assassins e Thief: The Dark Project. O jogo com tema de ninjas, Tenchu: Stealth Assassins, foi lançado meses antes de Metal Gear Solid, tornando-o o primeiro jogo de stealth em 3D. O muito esperado Metal Gear Solid transformou sua franquia de sucesso modesto em um grande sucesso mainstream. O maior poder do console PlayStation em comparação com plataformas anteriores permitiu uma maior imersão em termos tanto de história quanto de ambiente de jogo. Tanto Metal Gear Solid como Tenchu: Stealth Assassins são creditados por popularizarem o gênero stealth. Thief: The Dark Project, que apresentou dispositivos como roubo e arrombamento de fechaduras, também é creditado como pioneiro no gênero stealth. Os elementos principais destes jogos, como evitar confrontos, minimizar barulhos, e atacar antagonistas saindo "das sombras", influenciaram muitas das futuras séries de jogos stealth.
Com lançamentos posteriores, muitos jogos do gênero se inclinaram à ação ao permitir a opção de confrontos diretos. A série Hitman, cujo primeiro título foi lançado em 2000, permitiu este estilo de jogo, mas recompensou o jogador por assassinar antagonistas de forma furtiva e elaborada. Hitman: Codename 47 foi também o primeiro jogo em 3D do gênero a utilizar disfarces. No One Lives Forever, um jogo de espionagem em forma de paródia também lançado em 2000, novamente permitiu ao jogador combinar ou escolher entre furtividade e violência evidente.
A aclamada série Metal Gear continuou com Metal Gear Solid 2: Sons of Liberty (PlayStation 2; 2001), que evoluiu ainda mais a jogabilidade furtiva. Apresentou uma variedade de novas habilidades, incluindo "pular e ficar pendurado em gradeamentos, abrir e se esconder em armários de depósitos", e aparecer por detrás de inimigos para "mantê-los em mira para obter itens e munições". O jogo também introduziu uma IA coletiva para os inimigos, onde, ao contrário dos jogos anteriores do gênero, os guardas inimigos em Metal Gear Solid 2 trabalham juntos em pelotão, podem comunicar uns com os outros, e reagem de uma forma mais realista quanto ao jogador. O IA dos antagonistas do jogo é ainda considerado um dos melhores no gênero. Metal Gear Solid 2: Sons of Liberty se tornou o jogo mais vendido do gênero com 7 milhões de cópias vendidas, seguido por Metal Gear Solid com 6 milhões de cópias. Eles foram seguidos por mais duas sequências, Metal Gear Solid 3: Snake Eater (PlayStation 2; 2004), que introduziu camuflagem ao gênero, e Metal Gear Solid 4: Guns of the Patriots (PlayStation 3; 2008).
Em 2002 foi lançado o primeiro título da série licenciada de Tom Clancy, Splinter Cell, uma tentativa de um jogo mais realista inspirado em Metal Gear. Sly Cooper, um jogo em cel shading lançado no mesmo ano, era um jogo "stealth de plataforma", enquanto Siren de 2003 combinou o gênero survival horror com o gênero stealth. O controverso Manhunt, também de 2003, usou um tema de filme snuff e permitiu ao jogador matar antagonistas com níveis variados de violência, dependendo de quanto tempo foi gasto se esgueirando atrás deles. Em 2007, Assassin's Creed introduziu um elemento social ao jogo de stealth, no qual o jogador pode se esconder no meio de uma multidão de civis, se eles tomarem o cuidado de se misturar.